# Atelier des Grames
L'Atelier des Grames est une maison d'édition singulière qui réalise des « mises à livre » de textes poétiques contemporains.

## Historique
L'atelier des Grames, créé en 1969 par deux écrivains, Nicolas Lemarin et Yves Lemoine, et un artiste, Émile-Bernard Souchière, puis continué par ÉB Souchière à Gigondas en Vaucluse qu'Anik Vinay rejoint en 1977.  
L'atelier, équipé de matériel typographique, de taille-douce et de lithographie, « travaille » à une réflexion quant au support Livre, à sa mise en espace. 
Les ouvrages édités en tirages limités, entre livres et œuvres d'art, matérialisent sur des papiers et dans des matériaux variés, des textes poétiques contemporains.
Il a notamment obtenu en 1984, le prix Guy Levis Mano et en 1992, pour l'ensemble de ses livres le prix spécial Walter-Tiemann de Leipzig. 

## Auteurs édités
Parmi les écrivains et artistes édités par l'Atelier :
Jean-Michel Alberola, Andrée Appercelle, Gérard Arseguel, François Aubral, Gérard Augustin, Hervé Bauer, François Boddaert, Yves Bonnefoy, Jacques Brémond, Michel Butor, Jean-Pierre Chambon, Aimé Chaussy, Annie Cohen, Jean-Gabriel Cosculluela, Guy Darol, Jean-Pierre Depétris, Antoine Emaz, Astrid Florian, Antonio Gamoneda, Jean-Louis Giovannoni, Liliane Giraudon, Michaël Glück, Antoine Graziani, Jean-Paul Guibbert, Christian Gabriel/le Guez Ricord, Françoise Hàn, Claude Held, Isabelle Baladine Howald, Kamal Ibrahim, Alain Jean-André, Anne-Marie Jeanjean, Gil Jouanard, José Luis Jover, Charles Juliet, Alain Lance, Francine Laugier, André Lauro, Nicolas Lemarin, Yves Lemoine, Dominique Leroux-Sorrente, Théo Lesoualc'h, Éric Maclos, Henri Martraix, Laurent Maublanc, Joël-Claude Meffre, Roger Meyere, Bernar Mialet, Roger Munier, Bernard Noël, Jean-Pierre Ostende, Jean-Luc Parant, Serge Pey, Siegfried Plümper-Hüttenbrink, Guy Prévan, José Luis Reina-Palazón, Thérèse Renne-Touchet, Tita Reut, Jean-Claude Roure, Jean-Marc de Samie, Jean-Pierre Sintive, Émile-Bernard Souchière, Salah Stétié, Johannes Strugalla, Marc Syren, Jean-Max Tixier, C.T. Tsell, Bernard Vargaftig, Serge Velay, Anik Vinay, Évelyne Wilhelm, Ludovic Degroote, Nicolas Jaen, Claude Louis-Combet, Jean-François Agostini, Caroline Sagot Duvauroux, André Stempfel, Evelyne Wilhelm, Guillaume Liffran, René Guiffrey, François Weil, Alain Sagaert, Anna Mark, Stéphanie Ferrat, Jean-François Agostini...

## Sources
- Marie-Paul Peronnet, "L’Atelier des Grames, « Objet : livre » et « mise à livre », Art et Métiers du Livre, n° 280, septembre-octobre 2010, p. 68-77.